# Грейс Прендергаст
Грейс Прендергаст (англ. Grace Prendergast; нар. 30 червня 1992) — новозеландська веслувальниця, олімпійська чемпіонка та срібна призерка Олімпійських ігор 2020 року.

## Виступи на Олімпіадах
| Олімпіада           | Дисципліна | Місце |
| ------------------- | ---------- | ----- |
| Ріо-де-Жанейро 2016 | вісімки    | 4     |
| Токіо 2020          | двійки     | 1     |
| Токіо 2020          | вісімки    | 2     |

## Зовнішні посилання
- Грейс Прендергаст — олімпійська статистика на сайті Sports-Reference.com (англ.) (архівна версія)
- Грейс Прендергаст [Архівовано 6 травня 2021 у Wayback Machine.] на сайті FISA.